# La Liga 2001–02
La Liga 2001-02 là mùa giải thứ 71 của La Liga kể từ khi giải đấu được thành lập, bắt đầu từ ngày 25 tháng 8 năm 2001 và kết thúc vào ngày 11 tháng 5 năm 2002.

## Thăng hạng và xuống hạng
Đội thăng hạng từ Segunda División 2000–01
- Sevilla FC
- Real Betis
- CD Tenerife

Đội xuống hạng tới Segunda División 2001–02
- Real Oviedo
- Racing de Santander
- CD Numancia

## Thông tin đội bóng

### Câu lạc bộ và vị trí
Mùa giải 2001-02 bao gồm các câu lạc bộ sau:
- Athletic Bilbao
- FC Barcelona
- Real Betis
- Celta de Vigo
- Deportivo Alavés
- Deportivo de La Coruña
- RCD Espanyol
- UD Las Palmas
- Málaga CF
- RCD Mallorca
- CA Osasuna
- Rayo Vallecano
- Real Madrid
- Real Sociedad
- Sevilla FC
- CD Tenerife
- Valencia CF
- Real Valladolid
- Villarreal CF
- Real Zaragoza

## Bảng xếp hạng
| XH | Đội                 | Tr | T  | H  | T  | BT | BB | HS  | Đ    | Lên hay xuống hạng                               | Thành tích đối đầu                                           |
| -- | ------------------- | -- | -- | -- | -- | -- | -- | --- | ---- | ------------------------------------------------ | ------------------------------------------------------------ |
| 1  | Valencia (C)        | 38 | 21 | 12 | 5  | 51 | 27 | +24 | 75   | Vòng bảng UEFA Champions League 2002–03          |                                                              |
| 2  | Deportivo La Coruña | 38 | 20 | 8  | 10 | 65 | 41 | +24 | 68   | Vòng bảng UEFA Champions League 2002–03          |                                                              |
| 3  | Real Madrid         | 38 | 19 | 9  | 10 | 69 | 44 | +25 | 0661 | Vòng bảng UEFA Champions League 2002–03          |                                                              |
| 4  | Barcelona           | 38 | 18 | 10 | 10 | 65 | 37 | +28 | 64   | Vòng sơ loại thứ 3 UEFA Champions League 2002–03 |                                                              |
| 5  | Celta de Vigo       | 38 | 16 | 12 | 10 | 64 | 46 | +18 | 60   | Vòng thứ nhấtUEFA Cup 2002–03                    |                                                              |
| 6  | Betis               | 38 | 15 | 14 | 9  | 42 | 34 | +8  | 59   | Vòng thứ nhấtUEFA Cup 2002–03                    |                                                              |
| 7  | Alavés              | 38 | 17 | 3  | 18 | 41 | 44 | −3  | 0542 | Vòng thứ nhấtUEFA Cup 2002–03                    |                                                              |
| 8  | Sevilla             | 38 | 14 | 11 | 13 | 51 | 40 | +11 | 53   |                                                  | SEV: 7 pts → MLG 1–3 SEV ATH: 7 pts → SEV 0–2 MLG MLG: 3 pts |
| 9  | Athletic Bilbao     | 38 | 14 | 11 | 13 | 54 | 66 | −12 | 53   |                                                  | SEV: 7 pts → MLG 1–3 SEV ATH: 7 pts → SEV 0–2 MLG MLG: 3 pts |
| 10 | Málaga              | 38 | 13 | 14 | 11 | 44 | 44 | 0   | 53   | Vòng thứ 3UEFA Intertoto Cup 2002                | SEV: 7 pts → MLG 1–3 SEV ATH: 7 pts → SEV 0–2 MLG MLG: 3 pts |
| 11 | Rayo Vallecano      | 38 | 13 | 10 | 15 | 46 | 52 | −6  | 49   |                                                  |                                                              |
| 12 | Valladolid          | 38 | 13 | 9  | 16 | 45 | 58 | −13 | 48   |                                                  |                                                              |
| 13 | Real Sociedad       | 38 | 13 | 8  | 17 | 48 | 54 | −6  | 47   | ESP 1–2 RSO RSO 1–0 ESP                          |                                                              |
| 14 | Espanyol            | 38 | 13 | 8  | 17 | 47 | 56 | −9  | 47   | ESP 1–2 RSO RSO 1–0 ESP                          |                                                              |
| 15 | Villarreal          | 38 | 11 | 10 | 17 | 46 | 55 | −9  | 43   | Vòng thứ 2UEFA Intertoto Cup 2002                | MAL 0–1 VILL VILL 2–1 MAL                                    |
| 16 | Mallorca            | 38 | 11 | 10 | 17 | 40 | 52 | −12 | 43   |                                                  | MAL 0–1 VILL VILL 2–1 MAL                                    |
| 17 | Osasuna             | 38 | 10 | 12 | 16 | 36 | 49 | −13 | 42   |                                                  |                                                              |
| 18 | Las Palmas (R)      | 38 | 9  | 13 | 16 | 40 | 50 | −10 | 40   | Xuống chơi tại Segunda División                  |                                                              |
| 19 | Tenerife (R)        | 38 | 10 | 8  | 20 | 32 | 58 | −26 | 38   | Xuống chơi tại Segunda División                  |                                                              |
| 20 | Zaragoza (R)        | 38 | 9  | 10 | 19 | 35 | 54 | −19 | 37   | Xuống chơi tại Segunda División                  |                                                              |

Nguồn: LFP
Quy tắc xếp hạng: 1st Điểm; 2nd Điểm thành tích đối đầu; 3rd Hiệu số bàn thắng thành tích đối đầu; 4th Bàn thắng thành tích đối đầu; 5th Hiệu số bàn thắng; 6th Số bàn thắng; 7th Điểm số Giải phong cách.
1Real Madrid giành quyền tham dự UEFA Champions League 2002–03 với tư cách đội vô địch UEFA Champions League 2001–02.
2Alavés (đứng thứ 7 La Liga) được tham dự UEFA Cup do Deportivo và Real Madrid, 2 đội đá trận chung kết Copa del Rey 2001–02, đều giành quyền tham dự UEFA Champions League 2002–03.
(VĐ) = Vô địch; (XH) = Xuống hạng; (LH) = Lên hạng; (O) = Thắng trận Play-off; (A) = Lọt vào vòng sau. 
Chỉ được áp dụng khi mùa giải chưa kết thúc: 
(Q) = Lọt vào vòng đấu cụ thể của giải đấu đã nêu; (TQ) = Giành vé dự giải đấu, nhưng chưa tới vòng đấu đã nêu.
Thành tích đối đầu: Được áp dụng khi số liệu thành tích đối đầu được dùng để xếp hạng các đội bằng điểm nhau.

## kết quả thi đấu
| Nhà \ Khách[1]      | Athletic | Barcelona | Betis | Celta | Deportivo Alavés | Deportivo | Espanyol | Málaga | Mallorca | Osasuna | Rayo | Real Madrid | Real Sociedad | Sevilla | Tenerife | Palmas | Valencia | Valladolid | Villarreal | Zaragoza |
| Athletic Bilbao     |          | 0–0       | 0–2   | 1–6   | 2–1              | 1–1       | 1–1      | 3–2    | 0–1      | 1–1     | 1–1  | 2–1         | 2–1           | 0–1     | 1–2      | 3–1    | 2–2      | 1–4        | 0–0        | 2–1      |
| Barcelona           | 1–2      |           | 3–0   | 2–2   | 3–2              | 3–2       | 2–0      | 5–1    | 3–0      | 0–1     | 1–1  | 1–1         | 2–0           | 3–1     | 2–0      | 1–1    | 2–2      | 4–0        | 4–1        | 2–0      |
| Betis               | 1–1      | 2–1       |       | 4–1   | 1–0              | 0–3       | 2–0      | 1–1    | 1–0      | 0–0     | 2–0  | 3–1         | 3–0           | 0–0     | 1–0      | 1–0    | 1–3      | 2–0        | 1–1        | 0–1      |
| Celta de Vigo       | 2–3      | 3–1       | 2–1   |       | 3–1              | 0–2       | 4–1      | 0–0    | 2–0      | 1–1     | 2–2  | 0–1         | 3–1           | 1–2     | 3–0      | 3–2    | 1–1      | 1–1        | 3–1        | 2–0      |
| Deportivo Alavés    | 2–3      | 0–1       | 2–0   | 1–0   |                  | 2–3       | 2–1      | 1–0    | 0–4      | 0–2     | 0–1  | 0–0         | 2–0           | 0–1     | 1–0      | 1–0    | 1–2      | 3–1        | 2–1        | 2–1      |
| Deportivo La Coruña | 1–2      | 2–0       | 2–1   | 2–2   | 0–1              |           | 3–1      | 2–2    | 5–0      | 5–1     | 1–1  | 3–0         | 3–1           | 1–0     | 3–1      | 1–0    | 1–0      | 4–0        | 0–0        | 1–0      |
| Espanyol            | 2–0      | 1–1       | 2–0   | 2–0   | 1–2              | 1–0       |          | 1–2    | 2–1      | 1–1     | 3–1  | 2–1         | 1–2           | 2–3     | 2–0      | 3–1    | 2–3      | 1–0        | 3–1        | 2–1      |
| Málaga              | 1–2      | 3–2       | 1–1   | 2–2   | 1–0              | 1–1       | 2–0      |        | 0–0      | 2–1     | 0–0  | 1–1         | 1–0           | 1–3     | 2–0      | 1–1    | 0–2      | 1–2        | 2–1        | 2–1      |
| Mallorca            | 3–0      | 1–3       | 0–0   | 0–1   | 0–0              | 4–1       | 2–1      | 1–1    |          | 4–2     | 3–0  | 1–1         | 0–2           | 0–4     | 2–0      | 0–3    | 1–1      | 2–1        | 0–1        | 0–1      |
| Osasuna             | 0–1      | 1–2       | 0–0   | 0–3   | 0–1              | 1–3       | 1–1      | 0–2    | 4–0      |         | 1–0  | 3–1         | 1–1           | 1–0     | 0–2      | 3–2    | 0–0      | 1–0        | 2–2        | 0–0      |
| Rayo Vallecano      | 4–2      | 0–0       | 2–1   | 1–0   | 2–0              | 2–1       | 2–2      | 3–0    | 0–2      | 0–1     |      | 0–3         | 2–1           | 2–1     | 2–0      | 0–0    | 2–1      | 1–0        | 1–2        | 1–2      |
| Real Madrid         | 2–0      | 1–1       | 2–0   | 1–1   | 3–1              | 3–1       | 5–1      | 1–1    | 0–0      | 2–1     | 3–1  |             | 3–1           | 2–1     | 4–1      | 7–0    | 1–0      | 2–2        | 3–0        | 3–1      |
| Real Sociedad       | 1–3      | 0–0       | 0–2   | 0–0   | 1–2              | 1–1       | 1–0      | 2–1    | 1–2      | 2–1     | 2–2  | 3–0         |               | 3–3     | 0–2      | 1–1    | 2–0      | 6–0        | 2–1        | 3–1      |
| Sevilla             | 3–3      | 0–0       | 1–2   | 0–1   | 2–0              | 0–1       | 3–0      | 0–2    | 2–2      | 0–0     | 2–1  | 0–1         | 0–1           |         | 2–0      | 1–1    | 1–1      | 4–0        | 1–0        | 4–2      |
| Tenerife            | 2–3      | 2–1       | 0–6   | 1–1   | 0–2              | 3–1       | 1–1      | 1–0    | 0–0      | 3–1     | 3–1  | 0–2         | 0–1           | 1–1     |          | 1–3    | 0–1      | 1–5        | 2–0        | 0–0      |
| Las Palmas          | 1–1      | 0–0       | 0–0   | 4–2   | 2–1              | 0–1       | 2–0      | 0–0    | 3–1      | 1–1     | 0–2  | 4–2         | 0–0           | 1–0     | 0–1      |        | 0–1      | 1–1        | 3–2        | 1–1      |
| Valencia            | 2–1      | 2–0       | 2–0   | 0–0   | 0–0              | 1–0       | 2–1      | 2–1    | 1–1      | 2–1     | 2–1  | 1–0         | 4–0           | 2–0     | 0–0      | 1–0    |          | 1–2        | 1–0        | 2–0      |
| Valladolid          | 2–0      | 0–2       | 1–2   | 2–4   | 1–3              | 3–0       | 0–1      | 0–0    | 2–1      | 1–0     | 3–1  | 2–1         | 1–3           | 1–1     | 0–0      | 1–0    | 1–1      |            | 1–0        | 2–0      |
| Villarreal          | 5–2      | 1–1       | 0–1   | 2–1   | 1–0              | 1–1       | 1–1      | 1–2    | 2–1      | 3–0     | 1–1  | 2–3         | 1–0           | 0–2     | 2–1      | 2–0    | 1–1      | 2–2        |            | 2–1      |
| Zaragoza            | 2–2      | 1–1       | 1–1   | 0–1   | 0–2              | 1–2       | 0–0      | 0–2    | 1–0      | 0–1     | 3–2  | 2–1         | 3–2           | 1–1     | 1–1      | 2–1    | 0–1      | 0–0        | 3–2        |          |

Nguồn: LFP (tiếng Tây Ban Nha)
1 ^ Đội chủ nhà được liệt kê ở cột bên tay trái.
Màu sắc: Xanh = Chủ nhà thắng; Vàng = Hòa; Đỏ = Đội khách thắng.
a nghĩa là có bài viết về trận đấu đó.

## Tổng kết
- Thắng nhiều nhất - Valencia (21)
- Thắng ít nhất - UD Las Palmas và Real Zaragoza (9)
- Hòa nhiều nhất - Málaga CF và Real Betis (14)
- Hòa ít nhất - Deportivo Alavés (3)
- Thua nhiều nhất - Tenerife (20)
- Thua ít nhất - Valencia (5)
- Ghi nhiều bàn nhất - Real Madrid (69)
- Ghi ít bàn nhất - Tenerife (32)
- Để lọt lưới nhiều nhất - Athletic Bilbao (66)
- Để lọt lưới ít nhất - Valencia (27)

## Giải thưởng

### Cúp Pichichi
Cúp Pichichi được trao cho cầu thủ ghi nhiều bàn thắng nhất trong mùa giải.
| Cầu thủ            | Bàn thắng | Câu lạc bộ             |
| ------------------ | --------- | ---------------------- |
| Diego Tristán      | 21        | Deportivo de La Coruña |
| Fernando Morientes | 18        | Real Madrid            |
| Patrick Kluivert   | 18        | FC Barcelona           |
| Javier Saviola     | 17        | FC Barcelona           |
| Catanha            | 17        | Celta de Vigo          |
| Raúl Tamudo        | 17        | RCD Espanyol           |

### Giải phong cách
| Hạng | Câu lạc bộ          | Điểm |
| ---- | ------------------- | ---- |
| 1    | Deportivo La Coruña | 88   |
| 2    | Real Sociedad       | 97   |
| 3    | Real Madrid         | 99   |
| 4    | Barcelona           | 100  |
| 5    | Valladolid          | 104  |
| 6    | Mallorca            | 107  |
| 7    | Valencia            | 121  |
| 8    | Athletic Bilbao     | 125  |
| 8    | Zaragoza            | 125  |
| 10   | Espanyol            | 131  |
| 11   | Rayo Vallecano      | 148  |
| 12   | Celta Vigo          | 153  |
| 13   | Tenerife            | 155  |
| 14   | Alavés              | 159  |
| 15   | Betis               | 162  |
| 15   | Villarreal          | 162  |
| 17   | Las Palmas          | 171  |
| 18   | Málaga              | 173  |
| 19   | Sevilla             | 175  |
| 20   | Osasuna             | 180  |

- nguồn: El Mundo Deportivo[5] và CanalDeportivo[6]

### Giải thưởng Pedro Zaballa
Các cầu thủ Manuel Pablo (Deportivo de La Coruña) và Everton Giovanella (Celta Vigo) 